# タル・ウィルケンフェルド
タル・ウィルケンフェルド（Tal Wilkenfeld、1986年12月2日 - ）は、オーストラリア・シドニー出身の女性ベーシスト。

## 経歴
14歳の時にギターを始める。その後高校を中退しオーストラリアからロサンゼルスに移住。アメリカに行った当初はギタリストとしてのトレーニングを受けていたが、17歳の時にベーシストに転向した。影響を受けたベーシストとして、ジャコ・パストリアスやアンソニー・ジャクソンを挙げている。
2007年、初のリーダー・アルバム『トランスフォーメーション』発表（日本発売は2009年）。その後、チック・コリアやヴィニー・カリウタのオーストラリア・ツアーに参加。2007年7月にはジェフ・ベックのバンドのレギュラー・ベーシストに抜擢され、クロスロード・ギター・フェスティバルでジェフと共演し、注目を集めた。ジェフのライブ・アルバム『ライヴ・ベック3〜ライヴ・アット・ロニー・スコッツ・クラブ』でも、タルの演奏が聴ける。その他、ハイラム・ブロック、スティーヴ・ヴァイ、オールマン・ブラザーズ・バンド、ウェイン・クランツなどと共演。2009年2月にはジェフ・ベックのジャパン・ツアーに同行した。2010年にはハービー・ハンコックのイマジン・プロジェクトに同行するが、ツアー中ローディーが彼女の足にアンプヘッドを落として緊急入院。そのままツアーを離れてヴィニー・カリウタやウェイン・クランツ、プリンス等が参加しているとされたアルバムのレコーディングに挑んでいる。なお、ハービーのツアーはその後マーカス・ミラーやピノ・パラディーノ、ジェームス・ジナスが参加して継続された。
2023年1月、インキュバスのベーシスト、ベン・ケニーが病気療養中のため、タル・ウィルケンフェルドが代役で参加。

## 使用機材
フェンダー・ジャズベースを模倣した、サドウスキーのタル・ウィルケンフェルド・シグネイチャー・モデル。その他、予備も含めて数本持っている。ベースアンプはEBSを使用している。

## ディスコグラフィ

### ソロ・アルバム
- 『トランスフォーメーション』 - Transformation (2007年)
- 『ラヴ・リメインズ』 - Love Remains (2019年)

### シングル
- "Corner Painter" (2016年)
- "Under the Sun" (2018年)[3]
- "Killing Me" (2019年)

### 参加アルバム
ジェフ・ベック
- Eric Clapton's Crossroads Guitar Festival 2007 (2007年) ※オムニバスDVD。「Cause We've Ended as Lovers」「Big Block」に参加
- 『ライヴ・ベック3〜ライヴ・アット・ロニー・スコッツ・クラブ』 - Performing This Week... Live at Ronnie Scott's (2008年)
- 『エモーション・アンド・コモーション』 - Emotion & Commotion (2010年)
- The 25th Anniversary Rock & Roll Hall of Fame Concerts (2010年) ※オムニバスCD
- Rock and Roll Hall of Fame + Museum Live Legends (2010年) ※オムニバスDVD

ハービー・ハンコック
- 『イマジン・プロジェクト』 - The Imagine Project (2010年)
- Experience Montreux (2013年) ※オムニバスBlu-ray

リー・リトナー
- 『シックス・ストリング・セオリー』 - 6 String Theory (2010年)
- 『リズム・セッションズ』 - Rhythm Sessions (2012年)

その他
- メイシー・グレイ : 『ザ・セルアウト』 - The Sellout (2010年)
- Various Artists : Chimes of Freedom: The Songs of Bob Dylan Honoring 50 Years of Amnesty International (2012年) ※「Love Minus Zero/No Limit」に参加
- トレヴァー・ラビン : Jacaranda (2012年)
- ウェイン・クランツ : Howie 61 (2012年)
- スティーヴ・ルカサー : 『トランジション』 - Transition (2013年)
- ジャクソン・ブラウン : 『スタンディング・イン・ザ・ブリーチ』 - Standing in the Breach (2014年)
- ライアン・アダムス : 『ライアン・アダムス』 - Ryan Adams (2014年)
- TOTO : 『TOTO XIV〜聖剣の絆〜』 - Toto XIV (2015年)
- トッド・ラングレン : 『グローバル』 - Global (2015年)
- キース・アーバン : Ripcord (2016年)